# 西单
39°54′20.89″N 116°22′04.07″E / 39.9058028°N 116.3677972°E

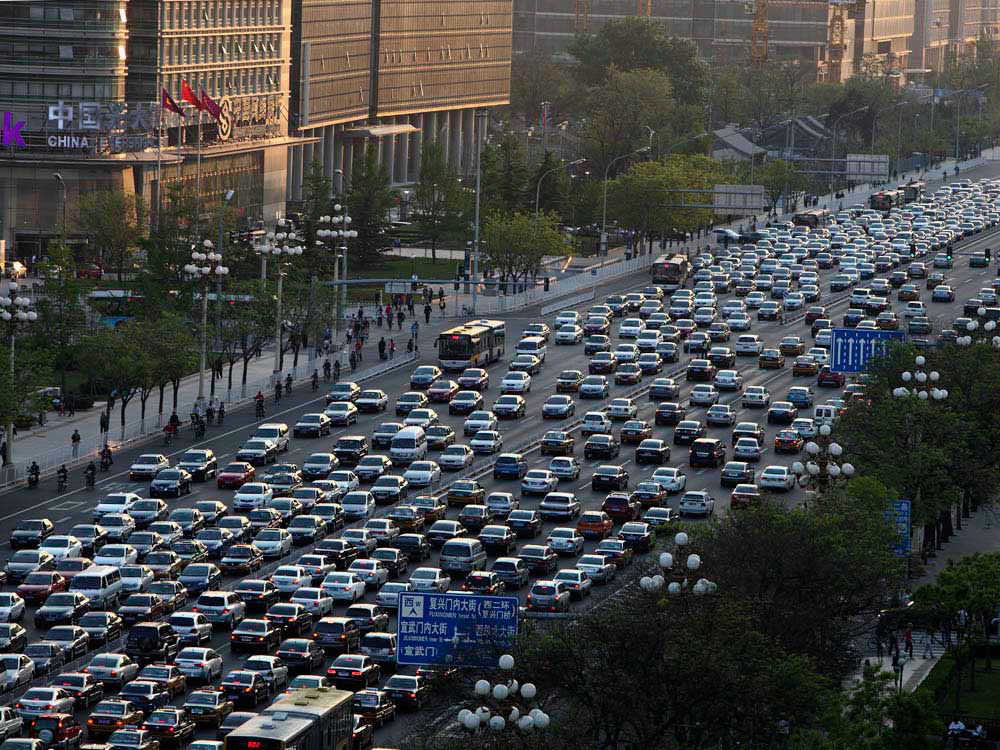
晚高峰时段的西单路口。从西长安街北侧向西南拍摄。图左侧为宣武门内大街，左下方为西长安街，右上方为复兴门内大街

西单，是中國北京市著名的商业区，西单商业街南起宣武门，北至新街口豁口，全长5.4公里。西单商业区包括西单文化广场、西单北大街，有许多大型百货商店。与王府井不同，西单北大街允许公共汽车和汽车通行。

## 名称

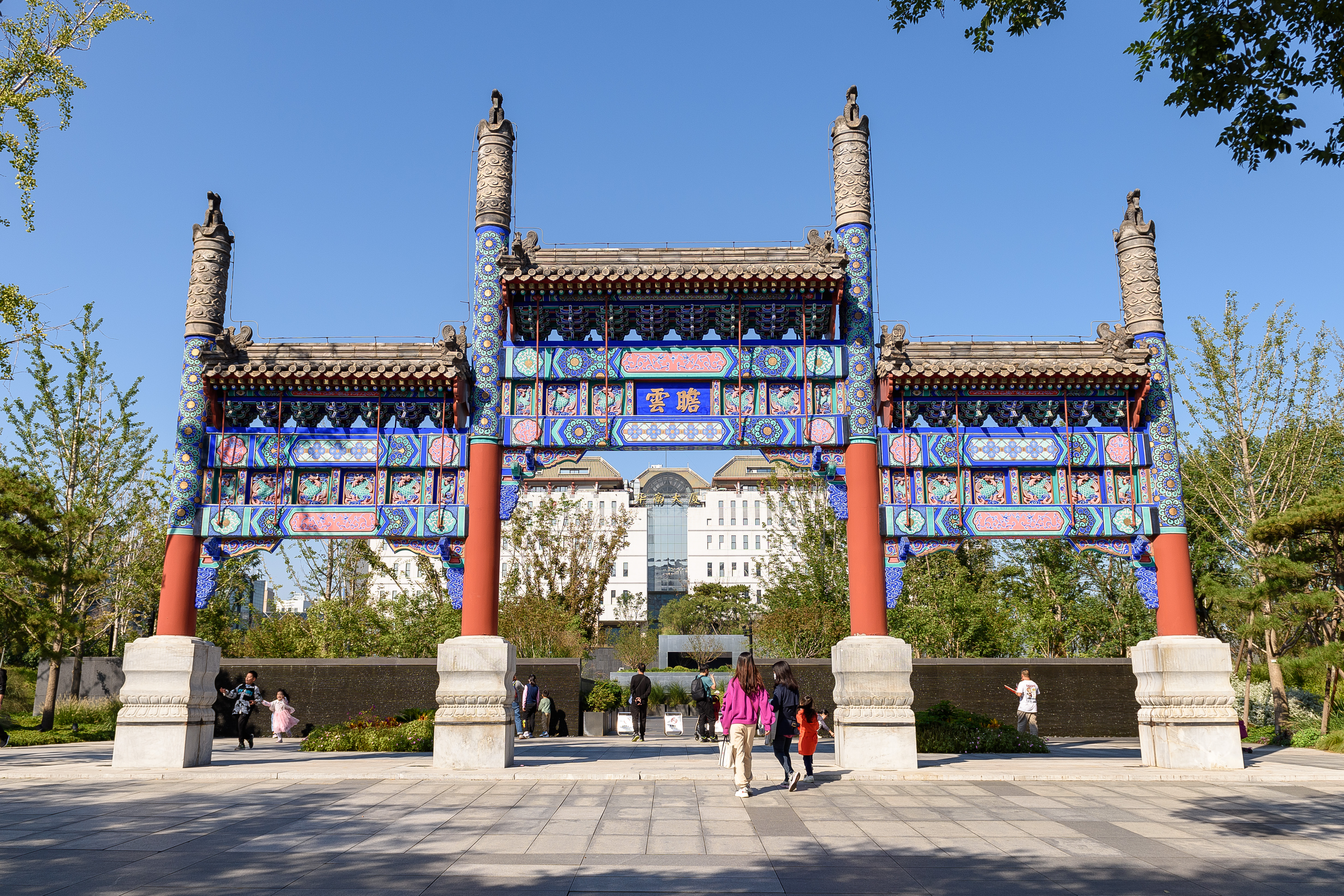
2008年复建的“瞻云”牌坊

西单的名字来源于一座名爲瞻云坊的牌楼。在东城区现东单路口也有一个牌楼，题名“就日”。因为都是单座牌楼，且东西相对，因此称为西单牌楼和东单牌楼，简称西单和东单。在西单和东单的北面各有一处四座牌楼的路口，因此称为西四牌楼和东四牌楼，简称西四、东四。以上牌楼均在1949年之后改造城市交通的过程中被拆除。
原有的西單牌樓與西四四座牌樓中一部分均采用如意斗栱，然而，由於關於中國南北方建築僵化的認識，這種常見于南方的如意斗栱在2008年复建的西單西四兩牌坊中被用於主體建築的官式斗栱取代，居民紛紛表示“跟记忆中有些不同”，並質疑重建的“瞻云”牌坊“别扭”、是“假古董”。

## 历史

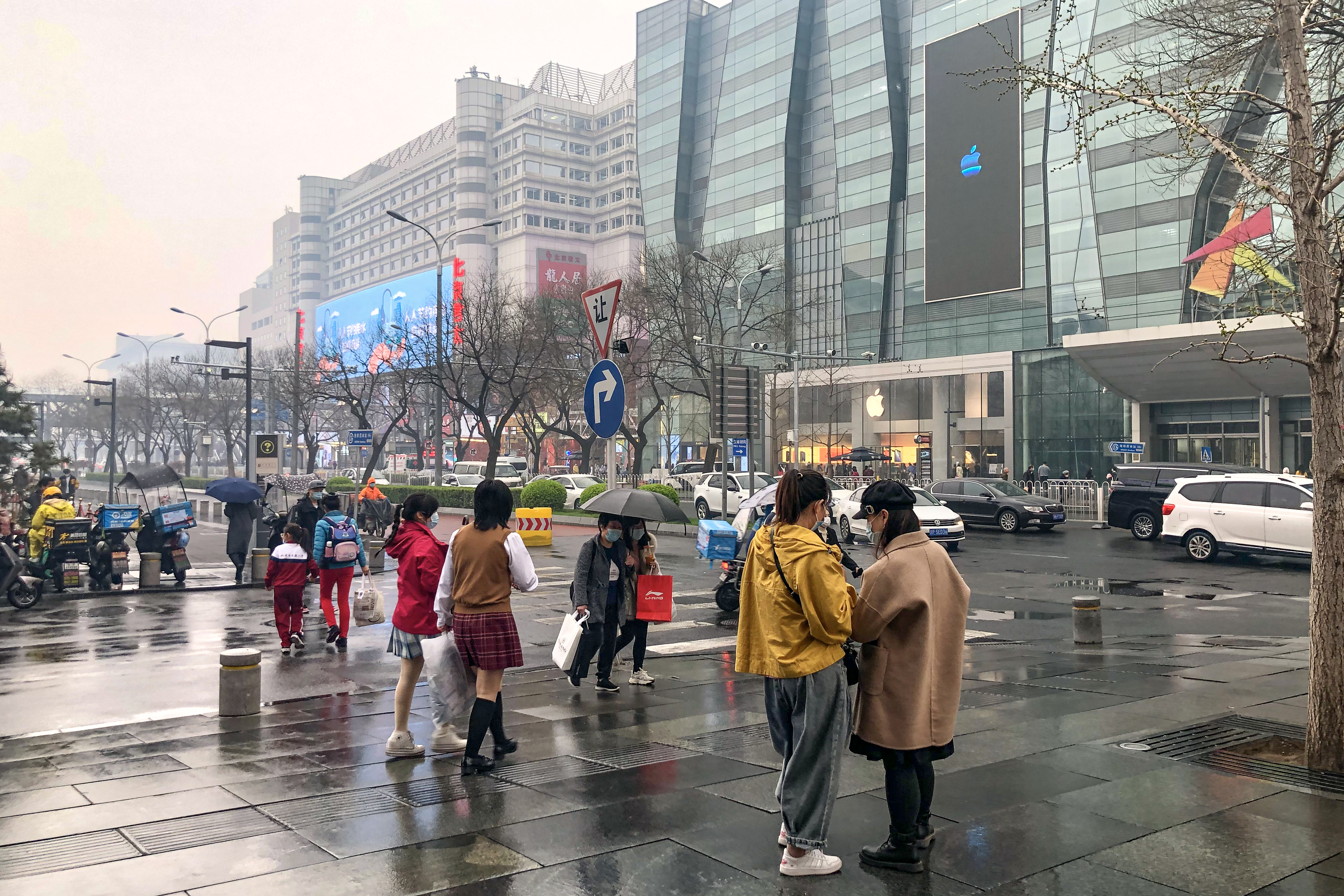
雨中的西单大悦城与君太百货

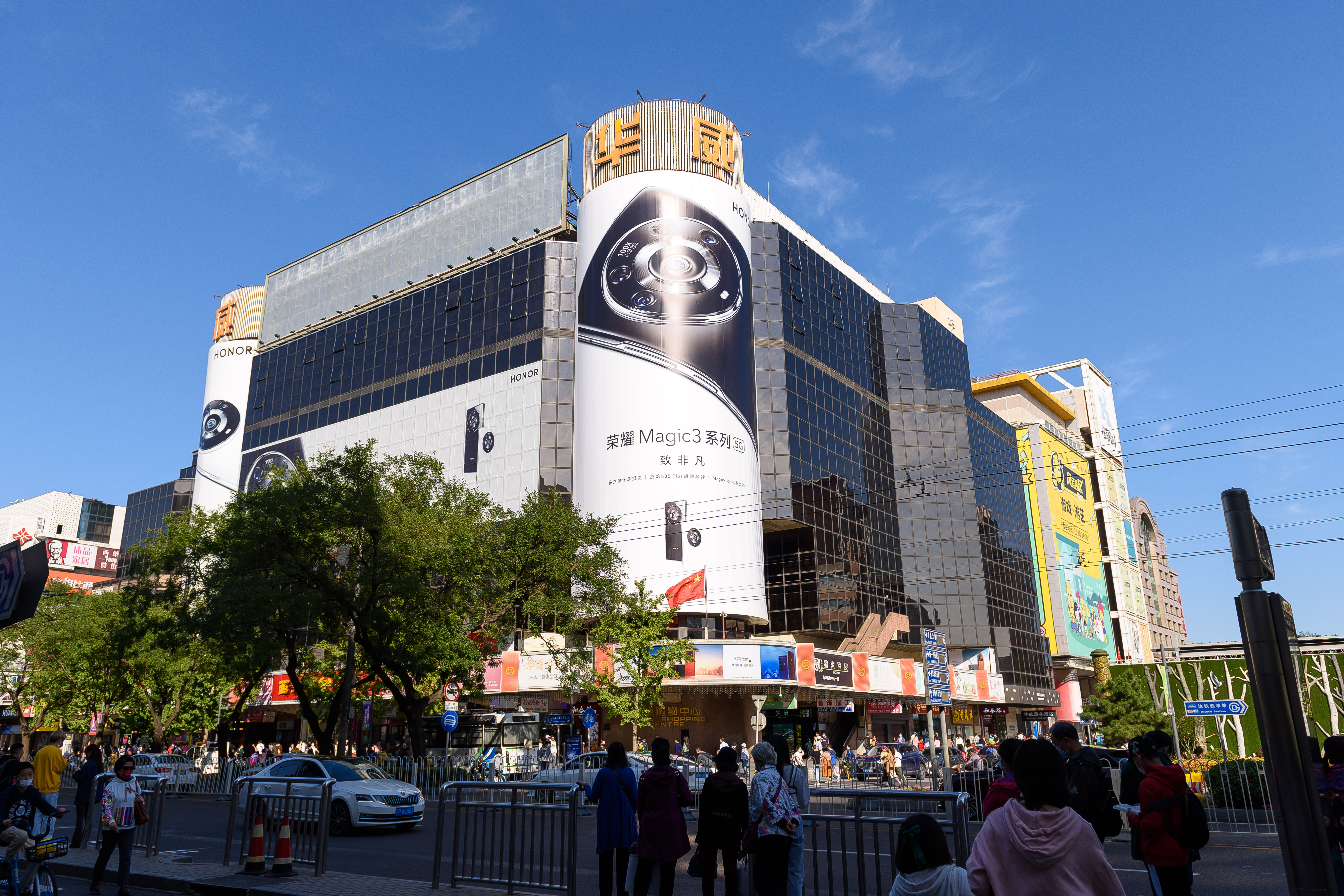
中国与挪威合资兴建的华威大厦

西单商业区形成于清末民初。之前，清政府除为居民服务的社区小店之外，禁止北京内城建立商业中心。1902年清末新政之后废除禁令，西城西单、东城王府井等商业中心迅速形成，并繁荣起来。
1980年代，西单大街是一个繁荣的商业街，主要有西单商场、西单购物中心、百花市场、西单劝业场、民族大世界、西单家具商店、西单菜市场、桂香村南味糕点店、同春园饭庄、玉华台饭庄等。
1992年，北京地铁1号线在此地设立西单站。
后来随着高楼大厦的修建，建立了西单赛特、君太百货、汉光百货、西西友谊商城、西单图书大厦、西单民航大厦、中国银行总行、西单大悦城、首都时代广场等大型百货商场和写字楼。
2007年开始，西单商业区开始进行改造。
2008年，西单牌楼在西单文化广场改造中复建，新建的牌楼比历史上的位置略向北移。

## 周边场所
西单以西是民族文化宫以及民族饭店。
西单地区有很多中小学校，如北京市第一五九中学、北京第二实验小学、北京师范大学附属实验中学、北京市第八中学、北京市第三十五中学等。
西单小石虎胡同现有全国重点文物保护单位国立蒙藏学校旧址。

## 西单大街

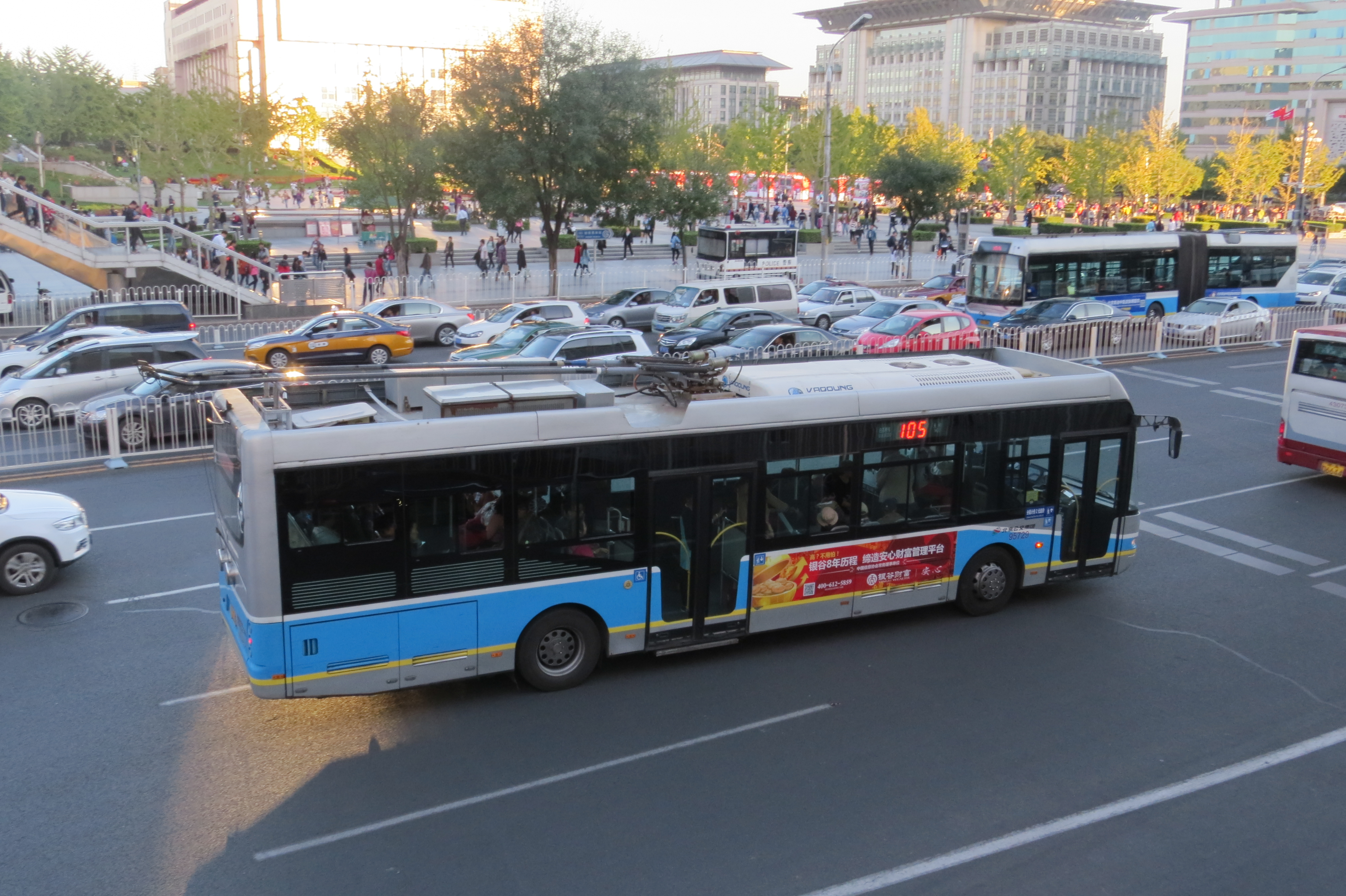
一辆105路电车在西单路口北等待放行

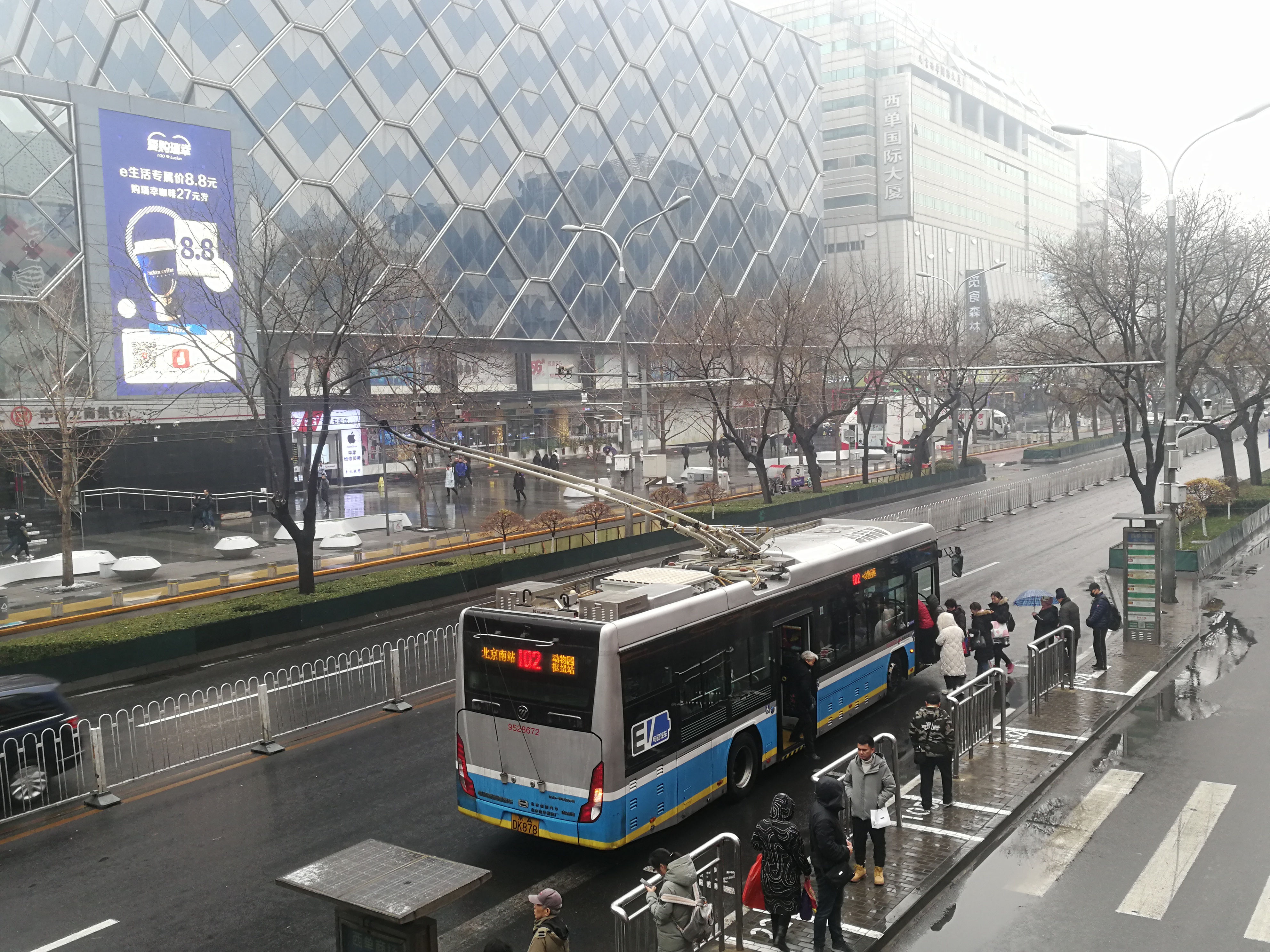
一辆102路电车停靠西单商场公交站

西单大街是北京城两条主要的南北向大街之一，南边经宣武门内大街、宣武门外大街，可直达菜市口，北边经西单北大街、西四南大街、西四北大街、护国寺、平安里，可达新街口。
现在经过拓展，西单大街向南可以经菜市口南大街穿过南二环、南三环，与南四环相接，向北可以经积水潭豁口，穿过北二环、北三环、北四环。北京地铁1号线和4号线在西单十字路口设有西单站，该站东南出入口，过去没有天棚，台阶暴露在外，遇到雨雪天气，泥泞湿滑，十分危险。